# رحمانیه (استان بحیره)
رحمانیه نام شهر و شهرستانی در استان بحیره مصر است.